# Jon Zazula
Jon Zazula (Nueva York, 16 de marzo de 1952–Florida, 1 de febrero de 2022), también conocido como Jonny Z, fue un empresario y productor discográfico estadounidense, reconocido por haber sido el propietario de la tienda de discos Rock'n Roll Heaven de la ciudad de Nueva Jersey y el fundador de la discográfica Megaforce Records.

## Biografía
Su tienda de discos en East Brunswick, Nueva Jersey lo convirtió en una de las figuras más populares en la escena del rock en la costa este de los Estados Unidos. Su intervención y la de su esposa Marsha fue crucial en la carrera de Metallica, pues Zazula le ofreció a la banda la primera oportunidad de tocar en Nueva York y organizó sus primeras giras con la agrupación Raven, una de las bandas más importantes de la escena británica por esos días.
Luego de escuchar el demo No Life 'til Leather, Zazula fundó la disquera Megaforce Records para lanzar dicho material. Además lanzó el álbum debut de Metallica, Kill 'Em All. Luego del éxito obtenido por Kill 'Em All, Zazula trabajó con otros artistas y bandas como Warren Haynes, Testament, Tad, Overkill, Frehley's Comet, King's X, Ministry y Anthrax. Su esposa Marsha falleció de cáncer el 10 de enero de 2021.
Falleció el 1 de febrero de 2022 a los 69 años, a poco más de un año de la muerte de su esposa Marsha.